# تپه صدرات چای ب
تپه صدرات چای ب مربوط به دوران پیش از تاریخ ایران باستان است و در شهرستان شوشتر، روستای عله واقع شده و این اثر در تاریخ ۵ آذر ۱۳۸۰ با شمارهٔ ثبت ۴۳۴۳ به‌عنوان یکی از آثار ملی ایران به ثبت رسیده است.